# Kathleen Warners
Kathleen Warners (Amsterdam, 11 mei 1954) is filmrecensent voor Saar Magazine en voormalig Hoofd Amusement en televisieproducent bij de VARA en later bij BNNVARA.

## Loopbaan
Kathleen Warners doorliep de middelbare school aan Het Amsterdams Lyceum en studeerde aan het Los Angeles Valley College (Film en video). Warners werktebij Claude Vanheye en de Universiteit van Amsterdam (Rechten en rechtswetenschappen). Ze begon haar loopbaan als medewerker bij Phonogram Records. Vanaf 1980 ging Warners als freelancemedewerker werken bij diverse omroepen, waarna zij zich in 1994 verbond aan de VARA om vervolgens in 1996 door te gaan bij BNNVARA. In 2020 nam Warners afscheid van de (actieve) televisie. Vanaf februari 2021 is Warners filmrecensent voor Saar Magazine. 

## Producties en verdiensten
Ze was in de jaren tachtig betrokken bij de Nederlandstalige versie van Sesamstraat (productie 1982-1985, redactie 1985-1989) als ook het blokje amusement in de programma’s van Sonja Barend. Warners was jarenlang hoofd Amusement bij de VARA en verantwoordelijk voor opnamen van cabaretprogramma’s voor die omroep, onder meer ook de serie oudejaarsconferences van Youp van 't Hek. Ook begeleidde ze jarenlang het koor Kinderen voor Kinderen en werkte voor TV3. Ze geldt daarbij tevens als de ontdekker van Matthijs van Nieuwkerk (als televisiepersoonlijkheid) en Najib Amhali. 

## Persoonlijk leven
Kathleen Warners is dochter van verzetsstrijdster Carla Gastkemper en Henk Warners. In 1986 trouwde ze met Jop Pannekoek en in datzelfde jaar werd hun eerste zoon, de latere cabaretier Peter Pannekoek, geboren.